# Ouistreham (tổng)
Tổng Ouistreham là một tổng thuộc tỉnh Calvados trong vùng Normandie.

## Địa lý
Tổng này được tổ chức xung quanh Ouistreham ở quận Caen. Độ cao khu vực này dao động từ 0 m (Blainville-sur-Orne) à 58 m (Biéville-Beuville) với độ cao trung bình 22 m.

## Hành chính
Tổng được lập năm 1982
| Giai đoạn     | Ủy viên      | Đảng | Tư cách              |
| ------------- | ------------ | ---- | -------------------- |
| 1982 - actuel | André Ledran | PS   | Thị trưởngOuistreham |

## Các đơn vị trực thuộc
Tổng Ouistreham gồm 7 xã với dân số 20 015 người (điều tra dân số năm 1999, dân số không tính trùng)
| Xã                     | Dân số | Mã bưu chính | Mã insee |
| ---------------------- | ------ | ------------ | -------- |
| Bénouville             | 1 741  | 14970        | 14060    |
| Biéville-Beuville      | 2 191  | 14112        | 14068    |
| Blainville-sur-Orne    | 4 390  | 14550        | 14076    |
| Colleville-Montgomery  | 1 925  | 14880        | 14166    |
| Ouistreham             | 8 679  | 14150        | 14488    |
| Périers-sur-le-Dan     | 456    | 14112        | 14495    |
| Saint-Aubin-d'Arquenay | 633    | 14970        | 14558    |

## Biến động dân số
| 1962                                                     | 1968   | 1975   | 1982   | 1990   | 1999   |
| -------------------------------------------------------- | ------ | ------ | ------ | ------ | ------ |
| 9 378                                                    | 10 899 | 12 272 | 15 428 | 17 515 | 20 015 |
| Nombre retenu à partir de 1962 : dân số không tính trùng |        |        |        |        |        |